# Fernando Palomo
Fernando José Palomo Pacas (San Salvador, 19 de noviembre de 1972) es un periodista deportivo y relator de fútbol internacional.

## Trayectoria
Inició su carrera en el periodismo en el Canal 4 de la televisión salvadoreña, donde colaboró en la transmisión de los Juegos Olímpicos de Seúl 1988. En esos años también practicaba el atletismo, y su especialidad era el lanzamiento de jabalina. De hecho, obtuvo una beca para estudiar Economía Agrícola en los Estados Unidos con la Universidad de Texas A&M entre 1991 y 1996, en la que continuó la práctica de esa disciplina atlética. 
Palomo llegó a participar el Campeonato Mundial de 1995 en el que logró una marca de 62,90 m, y además ostenta el récord nacional que implantó en los Juegos Deportivos Centroamericanos de Maracaibo en 1998 con una distancia de 72,70 m.
Estuvo en la serie O11CE haciendo de él mismo en la temporada 1 del 2017 y la temporada 2 del 2018 como invitado.

### ESPN
Durante su estadía en los Estados Unidos, Palomo aprovechó la oportunidad para presentar su hoja de vida en la cadena deportiva ESPN, y ya en el 2000 comenzó a narrar en el programa Sunday Night Football que transmitía juegos de la NFL. Posteriormente pasó a formar parte del programa SportsCenter para Latinoamérica, los programas «Goles de Europa» y Fuera de Juego. Desde entonces, Palomo se ha desempeñado como narrador y analista de fútbol internacional en ESPN.

### Voz oficial del juego FIFA
A partir de julio del año 2012, Fernando Palomo fue elegido como una de las voces para la saga de videojuegos FIFA, en su versión en español de América, junto al análisis del argentino Mario Alberto Kempes y el mexicano Ciro Procuna.